# Северноказахстанска област
Северноказахстанска област (на казахски: Солтүстік Қазақстан облысы; на руски: Северо-Казахстанская область) е една от 14-те области на Казахстан. Площ 97 993 km² (най-малката по големина в Казахстан, 3,6% от нейната площ). Население на 1 януари 2019 г. 554 517 души (най-малката по население в Казахстан, 3,02% от нейното население). Административен център град Петропавловск. Разстояние от Астана до Петропавловск 491 km.

## Историческа справка
През 1752 г. на десния бряг на река Ишим е основано военно укрепление, което през 1807 г. е утвърдено за град Петропавловск. Останалите 4 града в областта са признати за такива през 1962 г. (Таинша) и 1969 г. Северноказахстанска област е образувана на 27 юли 1936 г. На 14 октомври 1939 г. 11 района от южната част на областта са отделени и присъединени към новообразуваната Акмолинска област. През 1997 г. Кокчетавска област е закрита и територията ѝ е присъединена към Северноказахстанска област. На 10 април 1999 г. 3 района са предадени на Акмолинска област, в т.ч. и град Кокшетау (бивш Кокчетав), който става областен център на Акмолинска област.

## Географска характеристика
Северноказахстанска област е разположена в най-северната част на Казахстан. На север граничи с Курганска, Тюменска и Омска област на Русия, изток – с Павлодарска област, на юг – с Акмолинска област и на запад – с Костанайска област. В тези си граници заема площ от 97 993 km² (най-малката по големина в Казахстан, 3,6% от нейната площ). Дължина от запад на изток 500 km, ширина от север на юг 300 km.
Северноказахстанска област заема южната периферия на Западносибирската равнина, а на юг в пределите ѝ навлизат най-северните разклонения на Казахската хълмиста земя с максимална височина 523 m (53°06′08″ с. ш. 68°19′41″ и. д. / 53.102222° с. ш. 68.328056° и. д.), разположена северно от езерото Имантау. На север и изток в релефа преобладават многочислените езерни понижения, малки степни блюдца, ниски възвишения и ували с малки котловини между тях. Тук надморската височина варира от 115 – 120 m на североизток до 200 m на запад и югозапад. Източната част е заета от Ишимската равнина с височина от 70 до 200 m.
Климатът е рязко континентален, с продължителна (над 5 месеца), студена и малоснежна зима и горещо лято с характерни силни и сухи югозападни ветрове. Средна януарска температура от -19,5 °C на север до -16 °C на юг. Средната юлска температура се колебае от 18,8 °C на север до 20 °C на югозапад. Годишната сума на валежите варира от около 230 mm на изток до 300 – 340 mm на север, като 3/4 от тях падат през летния период. Продължителността на вегетационния период (минимална денонощна температура 5 °C) е от 109 – 129 денонощия на север до 165 – 175 денонощия на югозапад.
Речната мрежа в областта е рядка. Всички реки през пролетта силно се разливат, през лятото намаляват и пресъхват частично или напълно. В западната част на областта от юг-югозапад на север-североизток на протежение от 520 km преминава участък от средното течение на река Ишим (от басейна на Об) с притоците си Акан-Бурлък и Иман-Бурлък. В най-източната част протича река Силети с най-долното си течение. В Северноказахстанска област има над 1200 езера, като много от тях през лятото периодично пресъхват. Преобладават сладководните езера (Шагалалътениз, Северен и Южен Как, Акуш, Таранкол, Менгисор и др.), както и множество солени (Атансор, Майлисор, Шалкар, Калмакол, Силетитениз, Теке, Улкен-Карой, Киши-Карой, Калибек, Алабота и др.).
Северноказахстанска област попада в пределите на лесостепната и степната зони. В лесостепната зона се обособяват южна лесостеп и бодлива лесостеп. Южната лесостеп заема северните чести на областта и представлява съчетание от брезови и осиково-брезови гори, развити върху сиви горски почви и солоди с тревисто-ливадни степи, развити върху излужени черноземни и ливадно-черноземни почви. Срещат се и множество блата обрасли с тръстика. Бодливата лесостеп заема по-голямата част от територията на областта и е развита върху обикновени черноземи, като голяма част от нея представляват обработваеми земи. Горите заемат около 8% от площта на областта и са предимно брезови. На изток, в затворените котловини и около големите солени езера е развита пелиново-солянково-ливадна растителност. В областта се срещат лос, сибирска сърна, вълк, лисица, заек, гризачи (полска и степна мишка, хамстер, лалугер и др.).

## Население
На 1 януари 2019 г. населението на Северноказахстанска област област е наброявало 554 517 души (3,02% от населението на Казахстан). Гъстота 5,86 души/km².
| Етнически групи | 1989 % | 1999 % | 2006 % | 2019 % |
| --------------- | ------ | ------ | ------ | ------ |
| руснаци         | 51.49  | 49.79  | 48.5   | 49,53  |
| казахи          | 22.59  | 29.57  | 32.3   | 35,03  |
| украинци        | 7.73   | 6.47   | 6.3    | 4,13   |
| германци        | 9.51   | 5.67   | 3.9    | 3,55   |
| татари          | 1.80   | 1.54   | 2.2    | 2,17   |
| поляци          | 2.51   | 2.58   | 2.7    | 2,07   |
| беларуси        | 2.89   | 2.46   | 1.2    | 0,97   |
| други етноси    | 2.18   | 2.11   | 2.9    | 2,55   |

## Административно-териториално деление
В административно-териториално отношение Северноказахстанска област се дели на 13 административни района, 5 града, в т.ч. 1 град с областно подчинение и 4 град с районно подчинение, селища от градски тип няма и 2 градски района в град Петропавловск.
| Административна единица     | Площ (km²) | Население (2019 г.) | Административен център | Население (2019 г.) | Разстояние до Петропавловск (в km) | Други градове и сгт с районно подчинение |
| --------------------------- | ---------- | ------------------- | ---------------------- | ------------------- | ---------------------------------- | ---------------------------------------- |
| Град с областно подчинение  |            |                     |                        |                     |                                    |                                          |
| 14. Петропавловск           | 225        | 218 956             | гр. Петропавловск      | 218 956             | -                                  |                                          |
| Административен район       |            |                     |                        |                     |                                    |                                          |
| 1.Аиртаусски район          | 9620       | 36 951              | с. Саулалкол           | 9288                | 293                                |                                          |
| 2.Акжарски район            | 8040       | 15 702              | с. Талшик              | 3691                | 298                                |                                          |
| 3.Аккаински район           | 4500       | 18 972              | с. Смирново            | 5718                | 65                                 |                                          |
| 4.Есилски район             | 5140       | 22 356              | с. Явленка             | 5630                | 80                                 |                                          |
| 5.Жамбилски район           | 7470       | 19 447              | с. Пресновка           | 5725                | 147                                |                                          |
| 6.Магжана Жумабаевски район | 7810       | 29 924              | гр. Булаево            | 7742                | 82                                 |                                          |
| 7.Кизилжарски район         | 6150       | 44 214              | с. Бишкул              | 11 263              | 15                                 |                                          |
| 8.Мамлютски район           | 4100       | 17 845              | гр. Мамлютка           | 6866                | 45                                 |                                          |
| 9.район Габит Мусрепов      | 11 090     | 40 850              | с. Новоишимское        | 12 028              | 246                                |                                          |
| 10.Таиншински район         | 11 430     | 43 140              | гр. Таинша             | 11 422              | 147                                |                                          |
| 11.Тимирязевски район       | 4510       | 11 290              | с. Тимирязево          | 4415                | 259                                |                                          |
| 12.Уалихановски район       | 12 877     | 16 293              | с. Кишкенекол          | 6814                | 437                                |                                          |
| 13.Шал акински район        | 4841       | 18 577              | гр. Сергеевка          | 7344                | 165                                |                                          |